# Verwaltungsgemeinschaft Hohe Rhön

Gemeindestruktur innerhalb der Verwaltungsgemeinschaft

In der Verwaltungsgemeinschaft Hohe Rhön aus dem thüringischen Landkreis Schmalkalden-Meiningen haben sich die Stadt Kaltennordheim und vier Gemeinden zur Erledigung ihrer Verwaltungsgeschäfte zusammengeschlossen.
Sitz der Verwaltungsgemeinschaft ist Kaltennordheim.

## Die Gemeinden
1. Birx
2. Erbenhausen
3. Frankenheim/Rhön
4. Kaltennordheim, Stadt
5. Oberweid

## Geschichte
Die Verwaltungsgemeinschaft wurde am 18. Juni 1992 mit Sitz in Kaltensundheim gegründet. Zum 1. Januar 1997 wurden die Gemeinden Frankenheim/Rhön und Unterweid aufgenommen. Im Rahmen der Gebietsreform in Thüringen wurden die Mitgliedsgemeinden Aschenhausen, Kaltensundheim, Kaltenwestheim, Melpers, Oberkatz und Unterweid am 1. Januar 2019 in die Stadt Kaltennordheim eingemeindet, die aus dem Wartburgkreis in den Landkreis Schmalkalden-Meiningen wechselte. Die Verwaltungsgemeinschaft wurde um die Stadt Kaltennordheim erweitert, der Verwaltungssitz befindet sich im Ortsteil Kaltensundheim. Gegen den Wechsel der Stadt Kaltennordheim in den Landkreis Schmalkalden-Meiningen legte der Wartburgkreis einen Eilantrag beim Thüringer Verfassungsgerichtshof ein, dieser wurde jedoch abgewiesen.

### Einwohnerentwicklung
Entwicklung der Einwohnerzahl:
| - 1995 – 4255 - 2000 – 5944 - 2005 – 5632 - 2010 – 5262 - 2015 – 4995 - 2020 – 8064 |

 Datenquelle: ab 1994 Thüringer Landesamt für Statistik – Werte vom 31. Dezember